# Kocourov (Bílá)
Kocourov je malá vesnice, část obce Bílá v okrese Liberec. Nachází se asi tři kilometry jihovýchodně od Bílé. Kocourov leží v katastrálním území Petrašovice o výměře 8,11 km². Část Koucourov je vedena jako 2. díl základní sídelní jednotky Vesec.

## Historie
První písemná zmínka o vesnici pochází z roku 1590.

## Fotoalerie

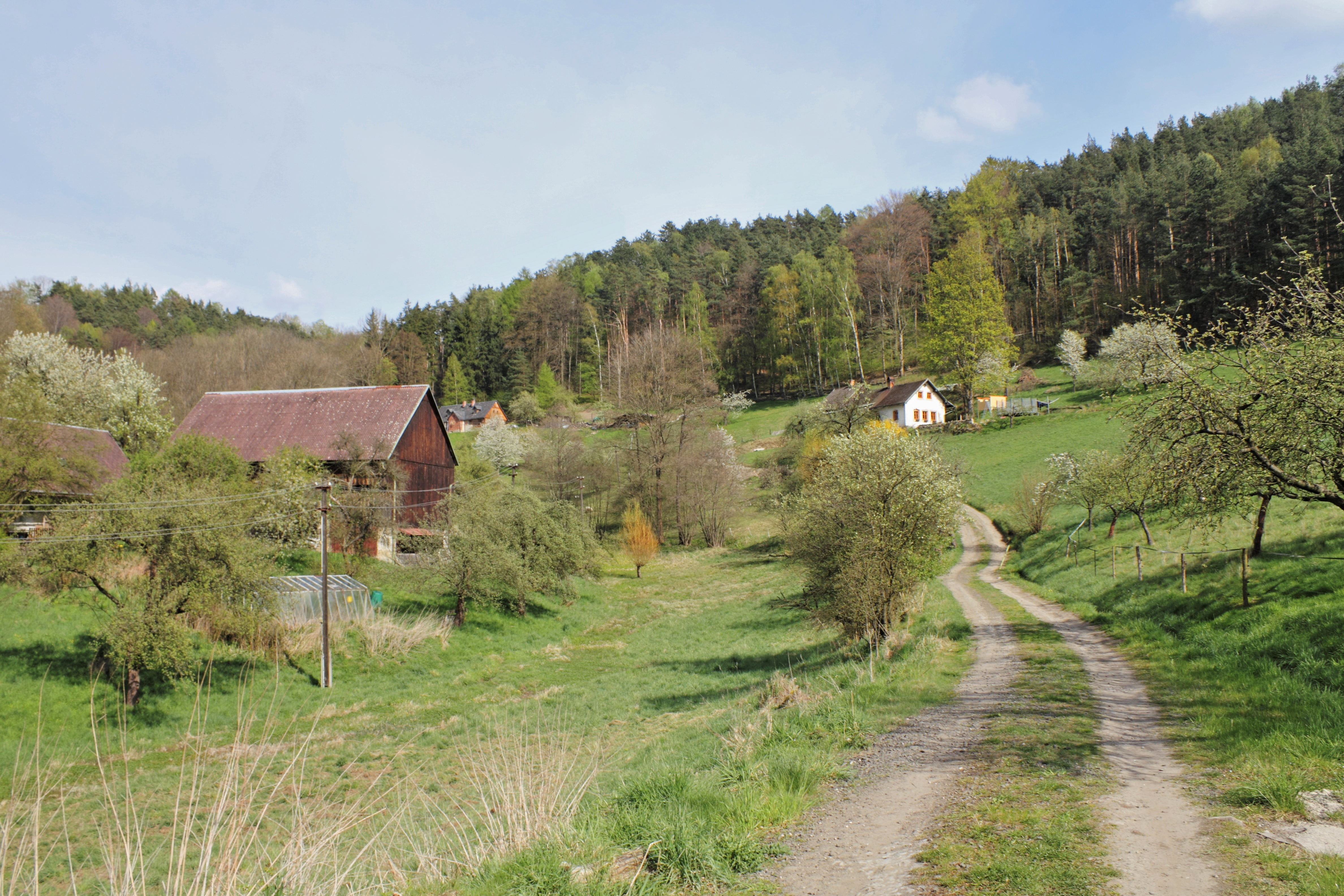
Celkový pohled
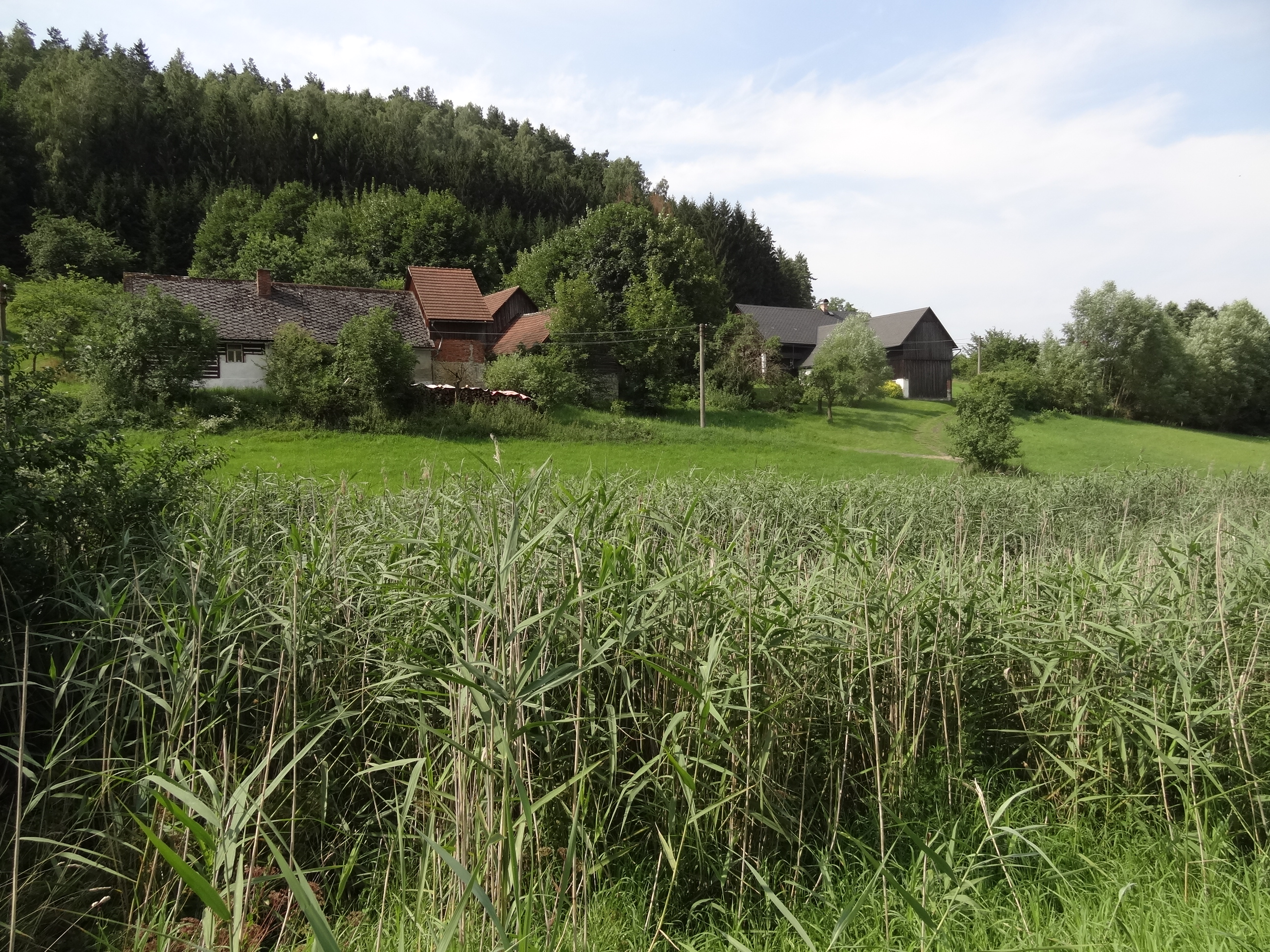
Chalupy če. 3 a čp. 3
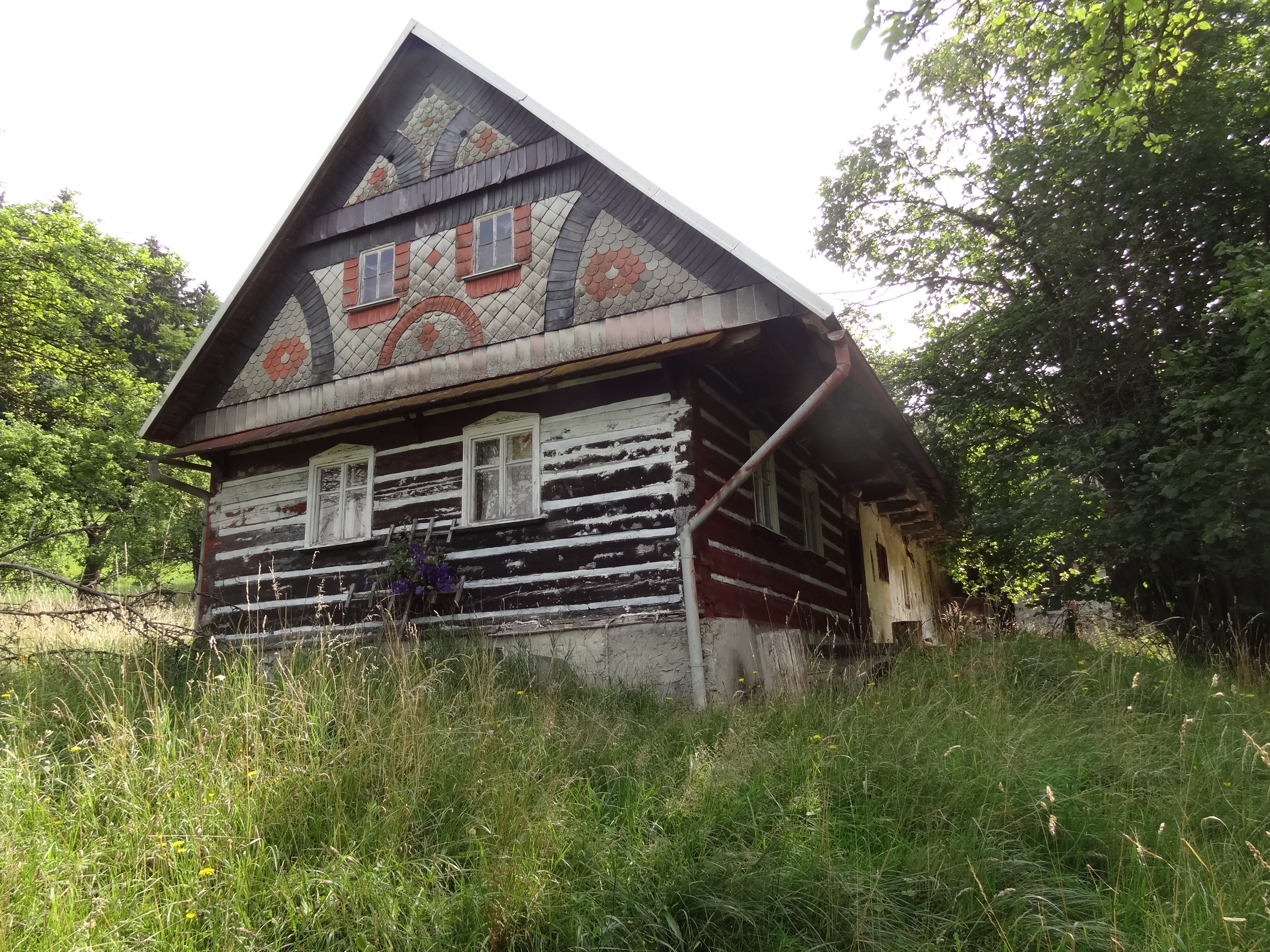
Chalupa čp. 6
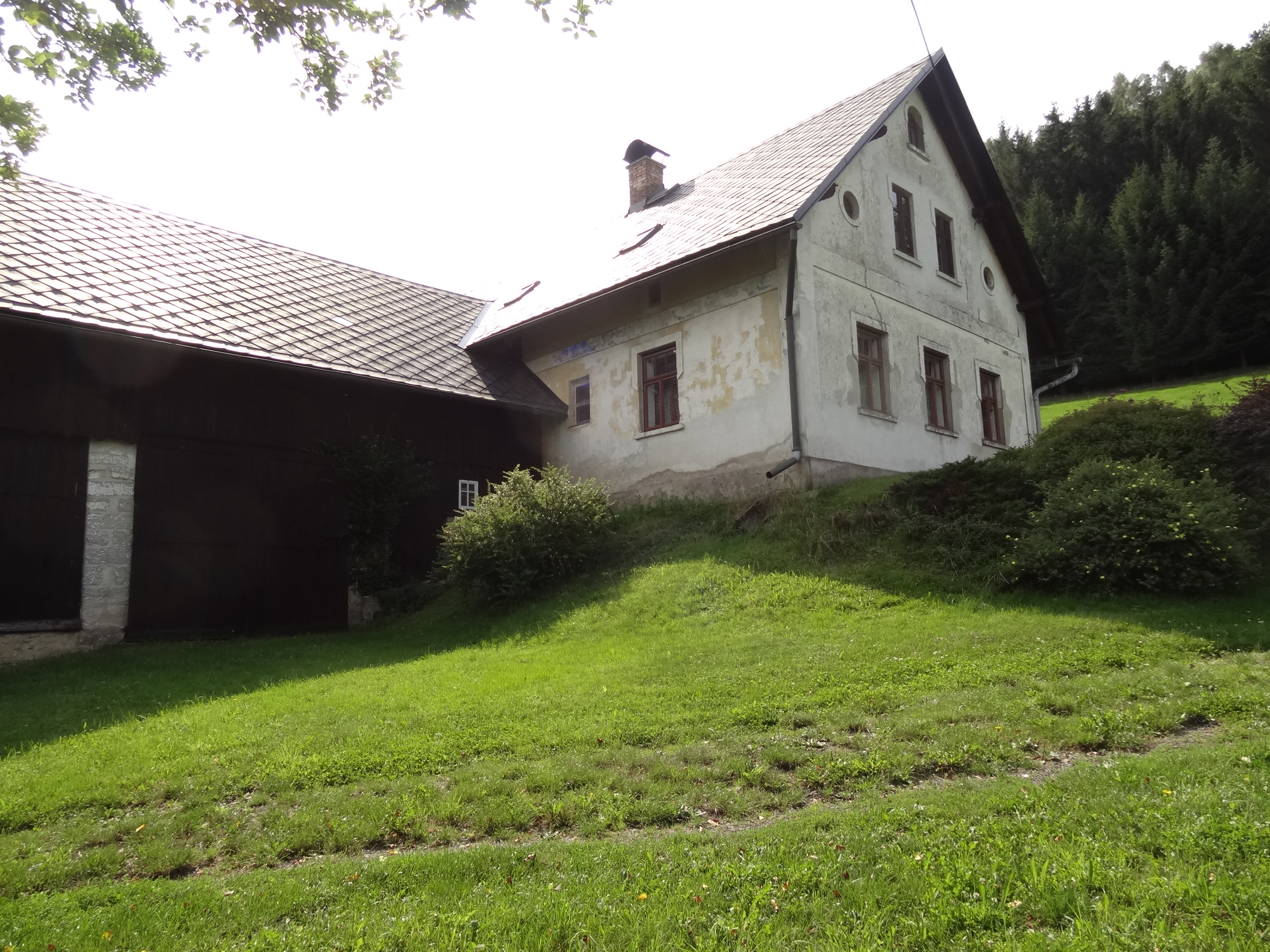
Stavení čp. 3
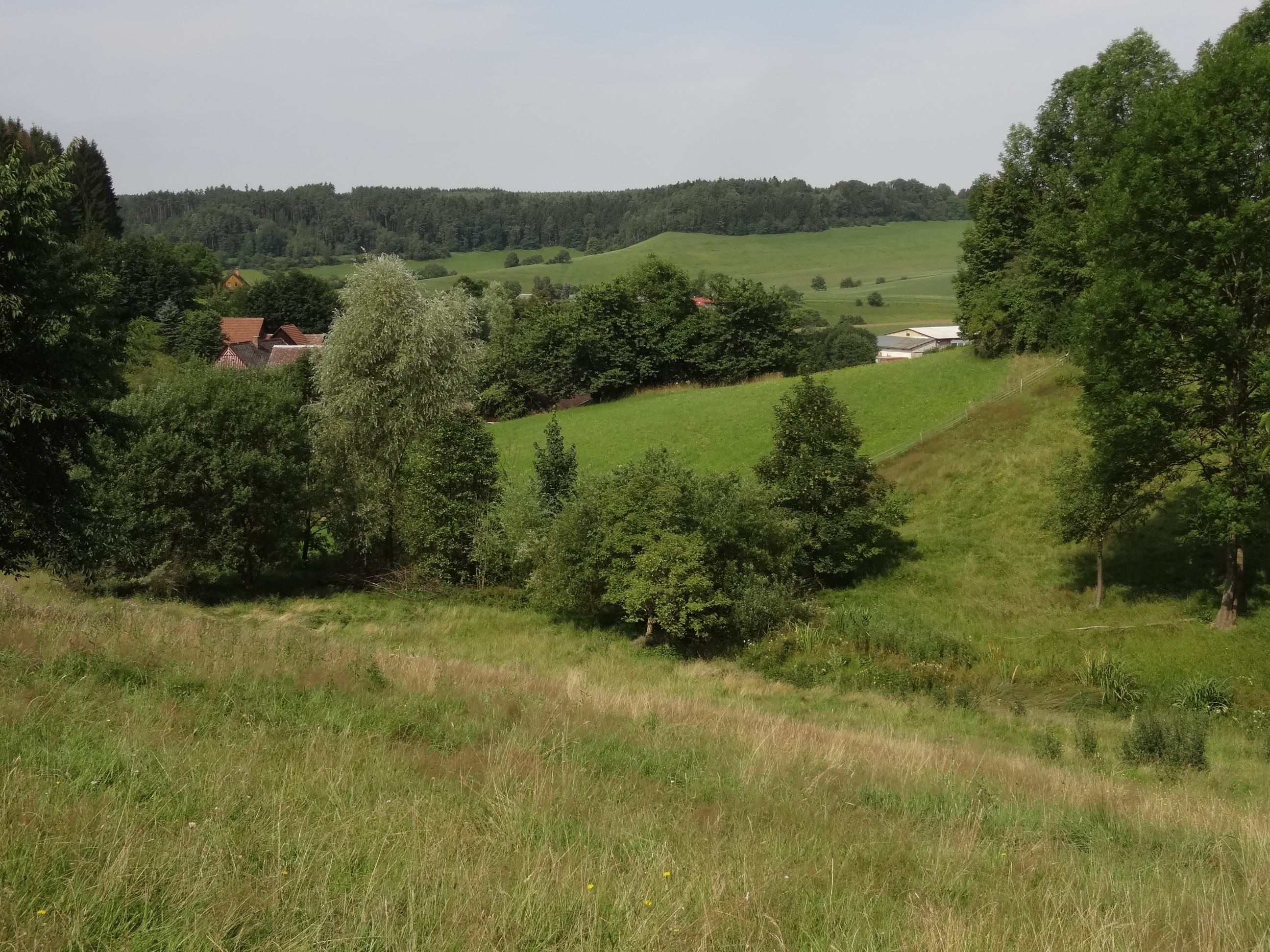
Pohled z horní části osady